# Elezioni presidenziali in Gabon del 2016
Le elezioni presidenziali in Gabon del 2016 si sono tenute il 28 agosto.

## Risultati
| Candidati                       | Partiti                                  | Voti    | %     |
| ------------------------------- | ---------------------------------------- | ------- | ----- |
| Ali Bongo Ondimba               | Partito Democratico Gabonese             | 177 722 | 49,80 |
| Jean Ping                       | Unione delle Forze per il Cambiamento    | 172 128 | 48,23 |
| Bruno Ben Moubamba              | Indipendente                             | 1 896   | 0,53  |
| Raymond Ndong Sima              | Indipendente                             | 1 510   | 0,42  |
| Pierre Claver Maganga Moussavou | Partito Social Democratico               | 1 130   | 0,32  |
| Paul Mba Abessole               | Raggruppamento Nazionale dei Taglialegna | 761     | 0,21  |
| Gérard Ella Nguema              | Indipendente                             | 583     | 0,16  |
| Augustin Moussavou King         | Partito Socialista Gabonese              | 553     | 0,15  |
| Dieudonné Minlama Mintogo       | Indipendente                             | 393     | 0,11  |
| Abel Mbombe Nzoudou             | Indipendente                             | 214     | 0,06  |
| Totale                          | Totale                                   | 356 890 | 100   |